# Néo-paysan
 (décembre 2021).
La mise en forme du texte ne suit pas les recommandations de Wikipédia : il faut le « wikifier ».
Les points d'amélioration suivants sont les cas les plus fréquents :
- Les titres sont pré-formatés par le logiciel. Ils ne sont ni en capitales, ni en gras.
- Le texte ne doit pas être écrit en capitales (les noms de famille non plus), ni en gras, ni en italique, ni en « petit »…
- Le gras n'est utilisé que pour surligner le titre de l'article dans l'introduction, une seule fois.
- L'italique est rarement utilisé : mots en langue étrangère, titres d'œuvres, noms de bateaux, etc.
- Les citations ne sont pas en italique mais en corps de texte normal. Elles sont entourées par des guillemets français : « et ».
- Les listes à puces sont à éviter, des paragraphes rédigés étant largement préférés. Les tableaux sont à réserver à la présentation de données structurées (résultats, etc.).
- Les appels de note de bas de page (petits chiffres en exposant, introduits par l'outil «  Source ») sont à placer entre la fin de phrase et le point final[comme ça].
- Les liens internes (vers d'autres articles de Wikipédia) sont à choisir avec parcimonie. Créez des liens vers des articles approfondissant le sujet. Les termes génériques sans rapport avec le sujet sont à éviter, ainsi que les répétitions de liens vers un même terme.
- Les liens externes sont à placer uniquement dans une section « Liens externes », à la fin de l'article. Ces liens sont à choisir avec parcimonie suivant les règles définies. Si un lien sert de source à l'article, son insertion dans le texte est à faire par les notes de bas de page.
- La présentation des références doit suivre les conventions bibliographiques. Il est recommandé d'utiliser les modèles {{Ouvrage}}, {{Chapitre}}, {{Article}}, {{Lien web}} et/ou {{Bibliographie}}. Le mode d'édition visuel peut mettre en forme automatiquement les références.
- Insérer une infobox (cadre d'informations à droite) n'est pas obligatoire pour parachever la mise en page.

Pour une aide détaillée, merci de consulter Aide:Wikification.
Si vous pensez que ces points ont été résolus, vous pouvez retirer ce bandeau et améliorer la mise en forme d'un autre article.
Le phénomène des néo-paysans s’est développé ces dernières décennies avec pour principe le retour à la terre de personnes formées à une première profession employée en milieu urbain, laissant leur travail dans le cadre d’une reconversion professionnelle et investissant leur fortune et leur temps dans la création de leur propre entreprise : souvent des micro-fermes biologique.

## Définition
Selon le site Rustica, 

« C'est une nouvelle génération de paysans. Ils se différencient des chefs d'exploitation agricole ou des agriculteurs par leurs souhaits de ne pas exploiter. Les "néo-paysans" préservent et développent la vie. Dans l'imaginaire collectif le paysan était avant, le gardien du paysage, des savoir-faire, des semences. Le néo-paysan est le nouveau passeur de toutes ces richesses et de ces connaissances. Beaucoup de néo-paysans ont eu des métiers avant et le mettent aujourd'hui au service de leur micro-ferme. »

On peut compléter cette définition par quelques aspects cruciaux. Tout d'abord, il est important de préciser qu'il existe de nombreuses sortes de néo-paysans, même si l'exemple type est celui du maraîcher travaillant sur une micro-ferme biologique. Le principe du mouvement néo-paysan est un désir de retour à la terre : la plupart d'entre eux avaient une profession dans un tout autre domaine et, en quête de sens, ont entamé une reconversion professionnelle vers les métiers de la paysannerie. Une fois néo-paysan, leur principal objectif est de minimiser la mécanisation et de limiter les intrants chimiques, en mettant l'accent sur le travail manuel. Ils ont donc recours à plus de main d'œuvre que les agriculteurs conventionnels.

## Histoire
Ce phénomène est apparu en France dans les années 70 en parallèle du mouvement des hippies mais il n'a commencé à s'enraciner que récemment. La documentation spécialisée n’est pas abondante. Il existe des reportages, principalement des films et aussi quelques livres. Ces derniers ne sont pas nombreux et consistent en des récits de vie ou des guides pratiques : il y a très peu de statistiques ou d’analyse approfondie de sociologue.
Le terme « néo-paysan », quant à lui, est apparu pour la première fois en 2016 dans le livre du même nom. Les deux auteurs, Gaspard d’Allens et Lucille Leclair, y racontent les projets de sept néo-paysans à travers la France. Ils y montrent une très grande diversité de parcours : entre berger citadin, micro-maraîcher et paysan-boulanger, il n’y a en commun qu’un désir de retour à la terre. Ce terme a par la suite été utilisé d’une façon plus générale pour désigner ce phénomène.
Ce mouvement est cependant en pleine expansion et attire de plus en plus de monde. En France, là où il est né, il fait de plus en plus parler de lui, surtout à travers des reportages et des chaînes YouTube. Les personnes qui en parlent sont très souvent acquises à la cause ; il est donc difficile d'avoir un regard objectif sur la question. On peut toutefois citer deux aspects de la critique : les néo-paysans sont parfois perçu comme très utopiques car leur recours à la main d'œuvre (pour minimiser la mécanisation et les intrants) implique un coût de production plus élevé et augmente donc le prix des denrées vendues, ce qui peut dissuader les potentiels acheteurs. De plus, les néo-paysans pratiquent souvent le maraîchage (qui permet un grand rendement pour une petite surface) et les légumes ne suffisent pas à nourrir une population, il faut aussi des féculents ; même si certains néo-paysans cultivent aussi des céréales, leur rendement n'est pas suffisant.